# Kamień (Putorana)
Kamień (ros. Камень) – najwyższa góra pasma Putorana oraz Wyżyny Środkowosyberyjskiej.
Jego wysokość liczy 1701 m n.p.m. Na zboczach góry mają źródła dwie większe rzeki regionu: Cheta i Kotuj.